# Ensino universitário
O ensino universitário é o ramo do ensino superior ministrado em universidades ou em outras escolas universitárias. Nos sistemas educativos da maioria dos países, o ensino universitário constitui a única componente do ensino superior. Contudo, em outros sistemas educativos, o ensino superior está dividido em vários ramos, sendo o ensino universitário apenas um deles.
Nos casos dos sistemas educativos onde o ensino universitário constitui um ramo do ensino superior, aquele é normalmente vocacionado para a realização de um ensino mais aprofundado, científico e teórico, enquanto que os outros ramos são sobretudo vocacionados para um ensino de curta duração, de índole mais prática e vocacional. Normalmente, o ensino universitário é o único onde são realizados estudos de pós-graduação.

## Brasil
O MEC apresentou uma proposta de reformulação do Enem e sua utilização como forma de seleção unificada nos processos seletivos das universidades públicas federais.
A proposta tem como principais objetivos democratizar as oportunidades de acesso às vagas federais de ensino superior, possibilitar a mobilidade acadêmica e induzir a reestruturação dos currículos do ensino médio.

## Portugal
Em Portugal - de acordo com a Lei de Bases do Sistema Educativo - o ensino superior compreende o ensino universitário e o ensino politécnico.
O ensino universitário é orientado por uma constante perspetiva de investigação e de criação do saber. Visa assegurar uma sólida preparação científica e cultural e proporcionar uma formação técnica que habilite para o exercício de atividades profissionais e culturais e fomente as capacidades de concepção, de inovação e de análise crítica. Em comparação, o ensino politécnico é dirigido à compreensão e solução de problemas concretos, com um caráter mais prático e vocacional.
No ensino universitário são conferidos os graus académicos de licenciado, mestre e doutor. A atribuição do grau de doutor - bem como a realização do ciclo de estudos a ele conducentes - está reservada exclusivamente às instituições de ensino universitário.
O ensino universitário realiza-se em universidades, em institutos universitários e em escolas universitárias não integradas.